# Campionati oceaniani di triathlon long distance del 2007
I Campionati oceaniani di triathlon long distance del 2007 si sono tenuti a Huskisson in Australia, in data 25 febbraio 2007.
Tra gli uomini ha vinto l'australiano Craig Alexander, mentre la gara femminile è andata all'australiana Rebekah Keat.

## Risultati

### Élite uomini
| Pos. | Nome                           | Paese       | Nuoto    | Bici     | Corsa    | Totale   |
| ---- | ------------------------------ | ----------- | -------- | -------- | -------- | -------- |
|      | Craig Alexander                | Australia   | 00:27:11 | 02:03:10 | 01:06:31 | 03:36:52 |
|      | Pete Jacobs                    | Australia   | 00:25:08 | 02:03:28 | 01:09:44 | 03:38:22 |
|      | Joshua Rix                     | Australia   | 00:27:18 | 02:03:04 | 01:10:29 | 03:40:51 |
| 4    | Paul Ambrose                   | Australia   | 00:27:01 | 02:03:19 | 01:10:35 | 03:40:57 |
| 5    | Tim Berkel                     | Australia   | 00:27:12 | 02:03:06 | 01:12:16 | 03:42:35 |
| 6    | Nathan Stewart                 | Australia   | 00:27:17 | 02:02:59 | 01:15:53 | 03:46:11 |
| 7    | Tom Jepson                     | Australia   | 00:27:13 | 02:03:02 | 01:17:13 | 03:47:30 |
| 8    | Klayten Smith                  | Australia   | 00:30:29 | 02:05:49 | 01:12:33 | 03:48:52 |
| 9    | Cameron Watt                   | Australia   | 00:27:10 | 02:09:54 | 01:15:30 | 03:52:35 |
| 10   | Matt Clark                     | Australia   | 00:26:26 | 02:04:08 | 01:22:21 | 03:52:55 |
| 11   | Cameron Bartram                | Australia   | 00:29:04 | 02:12:24 | 01:16:30 | 03:57:59 |
| 12   | Bevan Leach                    | Australia   | 00:27:23 | 02:09:09 | 01:22:46 | 03:59:19 |
| 13   | Charlie Low                    | Regno Unito | 00:34:14 | 02:13:01 | 01:12:55 | 04:00:11 |
| 14   | Pedro Antonio De Arriba Martin | Spagna      | 00:30:09 | 02:17:14 | 01:17:26 | 04:04:50 |
| 15   | Stuart Bardsley                | Australia   | 00:29:28 | 02:17:14 | 01:19:42 | 04:06:27 |
| 16   | Pawel Wisniewski               | Polonia     | 00:29:11 | 02:13:36 | 01:34:03 | 04:16:52 |

### Élite donne
| Pos. | Atleta            | Paese     | Nuoto    | Bici     | Corsa    | Totale   |
| ---- | ----------------- | --------- | -------- | -------- | -------- | -------- |
|      | Rebekah Keat      | Australia | 00:29:51 | 02:16:32 | 01:14:35 | 04:00:59 |
|      | Melissa Ashton    | Australia | 00:29:36 | 02:16:45 | 01:18:55 | 04:05:17 |
|      | Lisa Marangon     | Australia | 00:29:50 | 02:16:28 | 01:19:45 | 04:06:04 |
| 4    | Kate Bevilaqua    | Australia | 00:33:50 | 02:21:50 | 01:16:03 | 04:11:44 |
| 5    | Alison Coyle      | Australia | 00:29:50 | 02:25:51 | 01:20:42 | 04:16:24 |
| 6    | Jackelyn Prentice | Australia | 00:35:43 | 02:20:00 | 01:27:16 | 04:23:00 |
| 7    | Belinda Halloran  | Australia | 00:29:53 | 02:29:28 | 01:29:15 | 04:28:38 |